# Distrito Escolar Independiente de Longview
El Distrito Escolar Independiente de Longview (Longview Independent School District) es un distrito escolar de Texas. Tiene su sede en Longview. Tiene más de 8.400 estudiantes. El consejo escolar tiene un presidente y seis miembros.